# Rhyacophilidae
Rhyacophilidae – rodzina owadów wodnych z rzędu chruścików. 
W Polsce występuje 16 gatunków z rodzaju Rhyacophila. Wszystkie związane są z wodami płynącymi, są reofilami i reobiontami. Larwy nie budują przenośnych domków ani sieci łownych. Dopiero ostatnie stadium larwalne buduje domek z kamyczków, w którym następuje przepoczwarczenie. Domek ten jest silnie przytwierdzony do podłoża. Larwy są drapieżnikami. 
Większość gatunków występuje w ciekach górskich, praktycznie tylko dwa spotykane są na nizinach w strefie strumienia (Rhyacophila fasciata - krenal i rhitral) i niewielkich rzekach (Rhyacophila nubila - potamal).

## Gatunki występujące w Polsce
W Polsce występują następujące gatunki:
- Rhyacophila dorsalis
- Rhyacophila evoluta
- Rhyacophila fasciata
- Rhyacophila glareosa
- Rhyacophila laevis
- Rhyacophila nubila
- Rhyacophila obliterata
- Rhyacophila philopotamoides
- Rhyacophila polonica
- Rhyacophila tristis
- Rhyacophila vulgaris